# エルビス・ストイコ
エルビス・ストイコ（Elvis Stojko、1972年3月22日 - ）は、カナダ出身の男性フィギュアスケート選手、空手選手、レーシングカートレーサー、俳優。1994年リレハンメルオリンピック、1998年長野オリンピック男子シングル銀メダリスト。1994年、1995年、1997年世界フィギュアスケート選手権優勝。ジャンプ、スピン、ステップ、スケーティングなど、フィギュアスケーターに求められる全ての要素を極めて高いレベルで兼ね備えた1990年代を代表する選手。また、空手選手としても、2005年のカナダ選手権優勝、WKA世界選手権銀メダルなどの実績を残している。

## 人物
1972年3月22日、オンタリオ州ニューマーケットでスロベニア人の父とハンガリー人の母との間に生まれ、両親がエルビス・プレスリーのファンであったためエルビスと名付けられた。リッチモンドヒルで育つ。ストイコは4歳の時にスケートを始め、6歳の時初めて試合で優勝する。子供の頃は空手も習っており、16歳の時に黒帯になった。そのため、自分のスケート演技の中に武術の動きを取り入れた。
1991年の世界フィギュアスケート選手権で世界で初めて4回転-2回転のコンビネーションジャンプに成功し、1997年のチャンピオンシリーズファイナルでは世界で初めての4回転-3回転のコンビネーションジャンプを成功させ、「ミスター4回転」と称された。近年のフィギュアスケートに関して、エッジワークやスケーティング、芸術性といった観点がジャンプよりも重視される傾向にあると考えており、この傾向に対して不満を述べている。
2010年6月にラスベガスでメキシコ人の元フィギュアスケート選手グラディス・オロスコと結婚。引退後12年ほどメキシコで暮らしていたが現在は実家のあるカナダのリッチモンドヒル在住である。
2011年よりカナダのレーシングカート選手権に参加している。また、俳優としての活動も行っている。

## 来歴
ストイコは1994年リレハンメルオリンピックと1998年長野オリンピックで銀メダルを獲得した。1994年、1995年、1997年の世界フィギュアスケート選手権でも優勝し、また、1994年、1996年、1997年、1998年、1999年、2000年、2002年のカナダ選手権も優勝した（2001年は不出場だった）。1995年のカナダ選手権では、彼は足首に深刻な怪我を負ったが、競技を強行した。ショート・プログラムの演技を始めたが、怪我のため最後まで滑りきることはできなかった。しかし彼に、1995年の世界選手権へ出場権が与えられた。1995年の世界選手権での滑りは、彼のもっとも印象的なすばらしい演技の一つと考えられている。彼の怪我は完全には治癒していなかったが、すべてのルーティーン（所定の演技）を完全にこなした。
1998年の長野オリンピック銀メダルは、非常に厳しい状態の上での獲得だった。ストイコは鼠径部（ももの付け根）怪我を負い、またこの大会中に多くの他の選手たちを襲った風邪の回復中であった。彼は、ドーピング検査に引っかかる可能性があったため、強い鎮痛剤をとることができなかった。彼は怪我をしたことをマスメディアに話さなかったが、演技を終えた後、痛みでうずくまったことからすぐに怪我が明らかになった。彼は、メダルの授与式の間スケートを履いたままだとあまりにも痛みが激しい事に気づき、表彰台にスニーカーを履いた足を引きずりながら上った。その後の世界選手権では怪我の悪化を懸念して、出場を辞退した。
2002年ソルトレークシティオリンピックでは、8位に終わった。過去何度も演技してきたショートプログラム『Lion』では、楽曲に同名の『Lion』（演奏は日本の和太鼓集団として知られる鼓童、1998年シーズンの長野オリンピックでも使用）を用い、左胸にカタカナで「ライーヨー」（プログラム使用曲「雷音」の誤記とされる。）と書かれた衣装で演技をし、日本でも注目を集めた。2002年の、このオリンピックを最後に、アマチュア競技を引退し、プロスケーターに転向した。2003年に一度、2006年トリノオリンピックに向けて現役復帰を目指したものの、体力的に難しく再度引退を表明した。その後はプロスケーターとしてアイスショーなどで演技する一方、世界キックボクシング協会が主催する世界選手権やカナダ空手選手権などに空手の型の部門で出場するなどしている。2006年にプロスケーターとしても引退したが、2009年にカムバックし、カナダやアメリカ、ヨーロッパで再びショーに出演している。
1995年にカナダ総督から功労勲章 (Meritorious Service Medal) を、1998年には功労十字章 (Meritorious Service Cross) を受勲した。彼の趣味は、オフロードバイクに乗ることである。エルビスという名前であることから、エキシビションの演技ではエルビス・プレスリーの曲を選ぶことがあった（1993年-1998年）。彼は自伝『Heart and Soul』を出版した。カナダのロナルド・マクドナルド・子供チャリティーに参加している。

## 主な戦績
| 大会/年            | 88-89 | 89-90 | 90-91 | 91-92 | 92-93 | 93-94 | 94-95 | 95-96 | 96-97 | 97-98 | 98-99 | 99-00 | 00-01 | 01-02 |
| ------------------ | ----- | ----- | ----- | ----- | ----- | ----- | ----- | ----- | ----- | ----- | ----- | ----- | ----- | ----- |
| オリンピック       |       |       |       | 7     |       | 2     |       |       |       | 2     |       |       |       | 8     |
| 世界選手権         |       | 9     | 6     | 3     | 2     | 1     | 1     | 4     | 1     |       | 4     | 2     | 10    |       |
| 四大陸選手権       |       |       |       |       |       |       |       |       |       |       | 3     | 1     |       |       |
| カナダ選手権       |       | 2     | 2     | 2     | 2     | 1     |       | 1     | 1     | 1     | 1     | 1     |       | 1     |
| GPファイナル       |       |       |       |       |       |       |       | 2     | 1     | 2     |       | 2     |       |       |
| GPスケートアメリカ |       |       |       |       |       |       |       |       |       |       | 4     | 3     |       |       |
| GPスケートカナダ   |       |       |       |       |       |       |       |       | 1     | 1     | 2     | 2     |       | 2     |
| GPボフロスト杯     |       |       |       |       |       |       | 1     |       |       | 1     |       |       |       | 6     |
| GPエリック杯       |       |       |       |       |       |       |       | 3     | 棄権  |       |       |       |       |       |
| GPNHK杯            |       |       |       |       |       |       |       | 1     | 1     |       |       |       | 棄権  |       |
| 世界Jr.選手権      | 8     |       |       |       |       |       |       |       |       |       |       |       |       |       |